# Force H
Die Force H war eine britische Task Force während des Zweiten Weltkriegs. Sie wurde im Jahr 1940 gebildet, um die französische Flotte im westlichen Mittelmeer zu ersetzen, die nach dem Waffenstillstand zwischen Frankreich und dem Deutschen Reich weggefallen war.
Sie belegte einen ungewöhnlichen Platz in der Organisation der Royal Navy. Normalerweise gab es verschiedene Marinestützpunkte und Flotten, deren Kommandeure dem Ersten Seelord unterstellt waren. Die Force H war direkt dem Ersten Seelord unterstellt, obwohl auf ihrem Stützpunkt Gibraltar schon ein Befehlshaber vorhanden war, dem sie normalerweise unterstellt gewesen wäre.

## Geschichte

### Operation Catapult
Eine der ersten Einsätze der Force H, die Operation Catapult, hatte mit dem Grund ihrer Aufstellung zu tun. Es gab noch Einheiten der französischen Marine im Mittelmeer und die britische Regierung sah darin eine Gefährdung der britischen Interessen. Es wurde befürchtet, dass die Regierung des Vichy-Regime unter Pétain diese Schiffe trotz anders lautender Beteuerungen an das Deutsche Reich übergeben würde.
Die Operation Catapult hatte zum Ziel, diese Bedrohung auszuschalten. Als Folge der Operation Catapult wurde das Schlachtschiff Bretagne versenkt, die Schlachtschiffe Provence und Dunkerque wurden schwer beschädigt, das Schlachtschiff Strasbourg konnte nach Toulon entkommen.

### Einsätze als Geleitschutz für Konvois
Nach diesem Auftrag wandte man sich Einsätzen im westlichen Mittelmeer zu. Dazu gehörten auch Geleitschutzaufgaben für die Malta-Konvois. Die frühen Konvois kamen mit relativ geringen Verlusten durch, was sich aber 1941 änderte, als das X. Fliegerkorps der Luftwaffe in Sizilien stationiert wurde. Im März 1941 machte sie Jagd, auf die im Nordatlantik, im Rahmen des Unternehmens Berlin kreuzenden deutschen Schlachtschiffe Gneisenau und Scharnhorst.

### Versenkung der Bismarck
Die Force H hatte ihren bekanntesten Einsatz bei der Versenkung der Bismarck. Die Bismarck war zusammen mit der Prinz Eugen zum „Unternehmen Rheinübung“ ausgelaufen. Die Force H lief von Gibraltar aus auf die Bismarck zu, um sie abzufangen. Nachdem die Bismarck durch einen Torpedotreffer manövrierunfähig geworden war, wurde sie von Einheiten der Force H versenkt.

### Operation Pedestal
November 1941 wurde die Ark Royal von dem deutschen U-Boot U 81 versenkt. Das Jahr 1942 begann mit Einsätzen in Geleitzügen, die für Malta bestimmt waren. Die Insel war seit Monaten Ziel schwerer Angriffe gewesen und die Konvois zur Versorgung benötigten starken Geleitschutz. Die Versorgung Maltas drohte zusammenzubrechen. Der am schwersten bewachte Geleitzug des gesamten Krieges sollte dieses verhindern. Die Operation Pedestal im August versorgte die Insel mit ausreichendem Nachschub, um den Kampf weiter führen zu können.

### Landeunternehmungen und das Ende der Force H
Im Mai 1942 musste die Force H Schiffe für den Angriff auf Diego Suarez, Madagaskar, abstellen. Die Operation Ironclad war zwar erfolgreich, ist aber bis heute umstritten, weil die britischen Kräfte zu einem kritischen Zeitpunkt des Kriegs zersplittert wurden.
Die wieder vervollständigte Force H deckte die Operation Torch, bei der britische und amerikanische Truppen in Algerien landeten.
Gegen Ende des Krieges in Nordafrika wurden Truppen der Achsenmächte in Tunesien mit Unterstützung der Force H von der Versorgung abgeschnitten, 250.000 Mann mussten sich der 18. Armee ergeben.
Außerdem wurden zwei weitere Landungsunternehmen von der Force H gedeckt. Die Operation Husky im Juli 1943 diente der Invasion und Eroberung Siziliens, die Operation Avalanche diente der Landung in Italien selbst bei Salerno. Als sich Italien als Folge der Landungen ergab, wurde die Regia Marina von der Force H nach Malta eskortiert. Nach dem Ausscheiden der italienischen Flotte war es nicht mehr notwendig, schwere Einheiten im Mittelmeer zu stationieren.
Als Folge wurde die Force H aufgelöst, die Schlachtschiffe und Flugzeugträger wurden der Home Fleet und der Ostasien-Flotte zugeteilt.

## Schlachten und Einsätze der Force H
- Operation Catapult 3. Juli 1940
- Seeschlacht bei Punta Stilo 9. Juli 1940
- Angriff auf Tarent 12. November 1940
- Seeschlacht bei Kap Teulada 27. November 1940
- Geleit für Konvois, darunter die Operationen Vigorous und Harpoon und Pedestal. November 1940 bis August 1942.
- Operation Husky Juli 1943
- Operation Avalanche September 1943

## Liste der schweren Einheiten der Force H
- Ark Royal – Flugzeugträger
- Eagle – Flugzeugträger
- Illustrious – Flugzeugträger
- Hood – Schlachtkreuzer
- Renown – Schlachtkreuzer
- Nelson – Schlachtschiff
- Resolution – Schlachtschiff
- Valiant – Schlachtschiff